# Simognathus fuscus
Simognathus fuscus är en kvalsterart som beskrevs av Viets 1936. Simognathus fuscus ingår i släktet Simognathus och familjen Halacaridae. Inga underarter finns listade i Catalogue of Life.